# 鲁杜勒河畔拉克鲁瓦
鲁杜勒河畔拉克鲁瓦（法語：La Croix-sur-Roudoule，法語發音：[la kʁwa syʁ ʁudul]）是法国滨海阿尔卑斯省的一个市镇，位于该省西部，属于尼斯区。

## 地理
鲁杜勒河畔拉克鲁瓦（43°59'15"N, 6°52'30"E）面积30.06 平方千米，位于法国普罗旺斯-阿尔卑斯-蓝色海岸大区滨海阿尔卑斯省，该省份为法国东南部沿海省份，南濒地中海，西南至瓦尔省，西北接上普罗旺斯阿尔卑斯省，北部和东部与意大利接壤。
与鲁杜勒河畔拉克鲁瓦接壤的市镇（或旧市镇、城区）包括：昂特勒沃、索斯、欧瓦尔、达吕伊、纪尧姆、皮热泰涅、圣莱热。

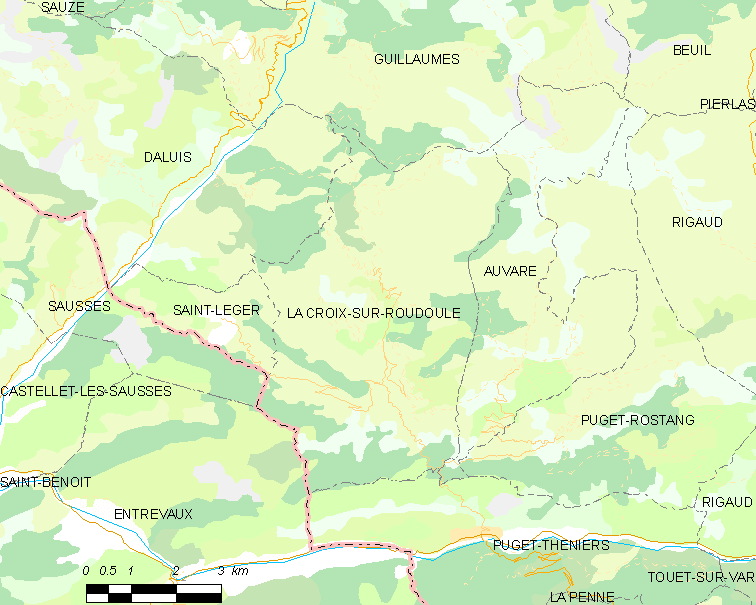
鲁杜勒河畔拉克鲁瓦的OSM定位图

鲁杜勒河畔拉克鲁瓦的时区为UTC+01:00、UTC+02:00（夏令时）。

## 行政
鲁杜勒河畔拉克鲁瓦的邮政编码为06260，INSEE市镇编码为06051。

## 政治
鲁杜勒河畔拉克鲁瓦所属的省级选区为旺斯县。

## 人口

1962-2008年间鲁杜勒河畔拉克鲁瓦人口变化图示

鲁杜勒河畔拉克鲁瓦于2022年1月1日时的人口数量为98人。